# Kőröshegy
Kőröshegy là một thị trấn thuộc hạt Somogy, Hungary. Thị trấn này có diện tích 21,7 km², dân số năm 2010 là 1595 người, mật độ 74 người/km².